# Pseudicius elegans
Pseudicius elegans là một loài nhện trong họ Salticidae.
Loài này thuộc chi Pseudicius. Pseudicius elegans được Wanda Wesołowska & Cumming miêu tả năm 2008.